# Jegun
Jegun är en kommun i departementet Gers i regionen Occitanien i sydvästra Frankrike. Kommunen ligger i kantonen Jegun som tillhör arrondissementet Auch. År 2022 hade Jegun 1 182 invånare.

## Befolkningsutveckling
Antalet invånare i kommunen Jegun
Referens:INSEE